# Sesamia grisescens
Sesamia grisescens är en fjärilsart som beskrevs av W. Warren 1911. Sesamia grisescens ingår i släktet Sesamia och familjen nattflyn. Inga underarter finns listade i Catalogue of Life.

## Bildgalleri

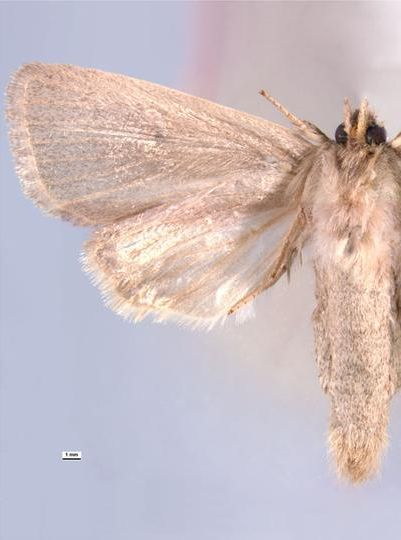
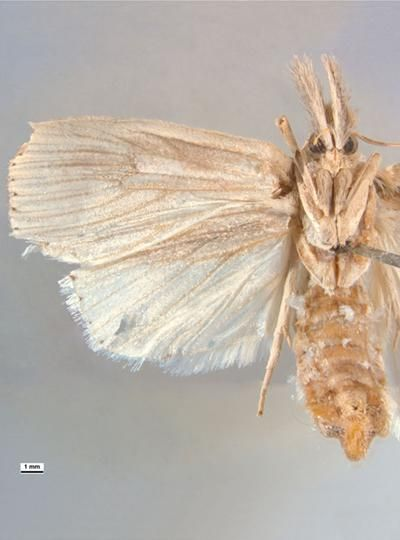